# هریس زولوتا
هریس زولوتا (انگلیسی: Haris Zolota؛ زادهٔ ۷ اوت ۱۹۷۰) بازیکن والیبال اهل بوسنی و هرزگوین است.